# Johannes Fasolus
Johannes Fasolus van Pisa (Pisa, circa 1220 - 1286) was een middeleeuws kerkjurist.
In verschillende bronnen komen ook andere spellingswijzen van zijn naam voor, waaronder Fagellus, Facellus, Fasiolus, Faxiolus en Giovanni Fagiuoli. Zijn grafschrift in Pisa geeft de naam Fazeolus. Het grafschrift vermeldt als zijn leeftijd 63 jaar.
Hij heeft vrijwel doorlopend in Pisa geleefd en gewerkt als rechtsleraar. Waarschijnlijk heeft hij echter gestudeerd in Bologna bij Benedictus Beneventanus. Waarschijnlijk behoorde hij niet tot de clerus. 
Als schrijver werd hij alom gewaardeerd. Met name zijn Summa super feudis, een commentaar op de Libri Feudorum, het standaardwerk over leenrecht, werd zeer hoog geschat. Baldus de Ubaldis (1327-1400) rekende hem tot de 'magni viri' in zijn vakgebied. 

## Werken
Van Johannes Fasolus is het traktaat 'De summariis cognitionibus' overgeleverd, dat ontstond kort na 1272. Hierin worden procedures beschreven van het canoniek procesrecht.
Een ander traktaat van Fasolus is De causis summariis.

## Editie
- Ludwig Wahrmund (ed.): Quellen zur Geschichte des römisch-kanonischen Processes im Mittelalter. Bd. 4, H. 5-6: Johannes Fasolus: De summariis cognitionibus; Johannes de Lignano: Super Clementina "Saepe" . (Innsbruck 1928; herdruk 1962).